# Britt Assombalonga
Britt Curtis Assombalonga, född 6 december 1992, är en engelsk-kongolesisk fotbollsspelare (anfallare) som spelar för turkiska Amedspor.

## Karriär
Den 17 juli 2017 värvades Assombalonga av Middlesbrough. I juli 2021 värvades Assombalonga av turkiska Adana Demirspor, där han skrev på ett treårskontrakt.
Den 29 januari 2023 blev Assombalonga klar för en återkomst i Watford, där han skrev på ett halvårskontrakt. Den 8 augusti 2023 värvades Assombalonga av turkiska Antalyaspor, där han skrev på ett ettårskontrakt med option på ytterligare ett år. I juli 2024 värvades av Assombalonga av TFF 1. Lig-klubben Amedspor.